# Eriopyga cachia
Eriopyga cachia är en fjärilsart som beskrevs av William Schaus 1911. Eriopyga cachia ingår i släktet Eriopyga och familjen nattflyn. Inga underarter finns listade i Catalogue of Life.